# Farini
Farini – miejscowość i gmina we Włoszech, w regionie Emilia-Romania, w prowincji Piacenza.
Według danych na rok 2004 gminę zamieszkiwały 1883 osoby, 16,8 os./km².